# Kalinowo (osada leśna w powiecie ostrowskim)
Kalinowo – osada leśna w Polsce, w województwie mazowieckim, w powiecie ostrowskim, w gminie Ostrów Mazowiecka.